# ليوناردو سبيناتسولا
ليوناردو سبيناتسولا (بالإيطالية: Leonardo Spinazzola)‏ مواليد 25 مارس 1993 في فولينيو، إيطاليا. هو لاعب كرة قدم إيطالي يلعب لمنتخب إيطاليا لكرة القدم كظهير أيسر. ويلعب في نادي نابولي الإيطالي.

## روابط خارجية
- ليوناردو سبيناتسولا على موقع الاتحاد الدولي (مؤرشف)  (الإنجليزية)
- ليوناردو سبيناتسولا على موقع الاتحاد الأوربي (الإنجليزية)
- ليوناردو سبيناتسولا على موقع إي إس بي إن إف سي (الإنجليزية)
- ليوناردو سبيناتسولا على موقع قاعدة بيانات كرة القدم.إي يو (الإنجليزية)
- ليوناردو سبيناتسولا على موقع ليكيب (الفرنسية)
- ليوناردو سبيناتسولا على موقع ناشيونال فوتبول تيمز (الإنجليزية)
- ليوناردو سبيناتسولا على موقع Soccerbase.com (لاعب) (الإنجليزية)
- ليوناردو سبيناتسولا على موقع Soccerway.com (الإنجليزية)
- ليوناردو سبيناتسولا على موقع عالم كرة القدم.نت (الإنجليزية)
- ليوناردو سبيناتسولا على موقع AS.com (الإسبانية)